# Eduardo España
Carlos Eduardo Ramírez Velázquez (Guadalajara, Jalisco, 15 de septiembre de 1971), conocido como Lalo España, es un actor, comediante y actor de doblaje mexicano. Es conocido por interpretar al personaje de Germán Martínez, en la serie Vecinos (2005), a doña Márgara Francisca, en Las pellizcadas de Márgara (2007), y por doblar a Evaristo, en la franquicia de películas Las Leyendas.

## Biografía y carrera

### Primeros años
Carlos Eduardo Ramírez Velázquez nació el 15 de septiembre de 1971 en Guadalajara, Jalisco. Al crecer, emigró a Ciudad de México para estudiar actuación. 

### Trayectoria actoral y vida
De 1998 a 2006, trabajó en el programa Otro rollo, producido por Televisa, en el que debutó a doña Márgara Francisca, un personaje cómico creado por él que se distinguía por su lenguaje plagado de palabras altisonantes. Dicha interpretación fue censurada debido al vocabulario soez que utilizaba para representarlo en televisión abierta. Tras su estadía en el antedicho programa, lo abandonó para centrarse completamente en Vecinos, una serie en la que había participado desde 2005, misma que lo consagró como actor con el personaje de Germán Martínez.
De 2007 a 2014, laboró para Telehit en un programa unitario de media hora llamado Las pellizcadas de Márgara. El 17 de junio de 2012, se declaró abiertamente gay, luego de dar a conocer el fallecimiento de Ranferi Aguilar, su novio.

## Filmografía

### Actuación

#### Cine
| Año  | Título                        | Papel                        | Notas        |
| ---- | ----------------------------- | ---------------------------- | ------------ |
| 2002 | Asesino en serio              | Bonito                       |              |
| 2004 | Puños rosas                   | Judicial 2                   |              |
| 2004 | La mesa servida               | Personaje desconocido        | Cortometraje |
| 2004 | Santos peregrinos             | Pando                        |              |
| 2005 | Una de balazos                | El chaparro                  |              |
| 2006 | Cansada de besar sapos        | don Chuy                     |              |
| 2007 | Señas particulares            | Osvaldo                      | Cortometraje |
| 2008 | Llamando a un ángel           | Milton                       |              |
| 2008 | Planta baja                   | Raúl                         | Cortometraje |
| 2008 | Amor letra por letra          | Gerente de banco             |              |
| 2009 | Crónicas chilangas            | Dr. Archundia                |              |
| 2009 | Ausencia                      | Timoteo Domingo              |              |
| 2011 | Pastorela                     | Compadre Vulmaro Villafuerte |              |
| 2011 | Galeana No. 8                 | Actor #1                     | Cortometraje |
| 2012 | Fecha de Caducidad            | Osvaldo                      |              |
| 2012 | Hecho en China                | George                       |              |
| 2012 | Amante de lo ajeno            | Leonardo                     |              |
| 2013 | Tercera Llamada               | Poquemón                     |              |
| 2014 | Cantinflas                    | Alejandro Galindo            |              |
| 2015 | Por mis bigotes               | Dagoberto                    |              |
| 2016 | Sensato Delirio               | Manso                        | Cortometraje |
| 2016 | 12 Rounds                     | Félix                        |              |
| 2017 | Como matar a un esposo muerto | Fernando                     |              |
| 2017 | Cuando los hijos regresan     | Mudancero                    |              |
| 2018 | Morir de Amor                 | Alejandro                    |              |
| 2018 | Todo Mal                      | Personaje desconocido        |              |
| 2018 | Le vas a decir?               | Doctor                       | Cortometraje |
| 2021 | El Poderoso Victoria          | Telegrafista                 |              |
| 2022 | Amor es amor                  | Carlos                       |              |

#### Televisión
| Año              | Título                                     | Papel                                                            |
| ---------------- | ------------------------------------------ | ---------------------------------------------------------------- |
| 1994             | Al derecho y al derbez                     | Varios personajes                                                |
| 1996             | Tú y yo                                    | Albañil                                                          |
| 1998             | La Güereja y algo más                      | Francisco Navarrete                                              |
| 1998–2006        | Otro rollo                                 | Varios personajes                                                |
| 1999             | Mujer, casos de la vida real (2 episodios) | Varios personajes                                                |
| 2002             | Gran Carnal: Los fenómenos                 | Ricky Martin                                                     |
| 2002             | El Gran Carnal 2                           | doña Margara Francisca                                           |
| 2004             | Hospital El paisa                          | Márgara Francisca / Armando Maradona                             |
| 2005–presente    | Vecinos                                    | Germán Martínez                                                  |
| 2006, 2018, 2022 | El privilegio de mandar                    | Varios personajes                                                |
| 2007             | ¿Y ahora qué hago?                         | El mismo                                                         |
| 2007–08; 2010–14 | Las pellizcadas de Márgara                 | doña Margara Francisca                                           |
| 2009             | Los simuladores                            | Pedro                                                            |
| 2009             | Plaza Sésamo                               | Mesero                                                           |
| 2009             | Hazme reír y serás millonario              | El mismo                                                         |
| 2010             | Los héroes del norte                       | El gallo                                                         |
| 2010–11          | Para volver a amar                         | Quintín                                                          |
| 2012             | Adictos                                    | Personaje desconocido                                            |
| 2012             | La clínica                                 | Payaso Nenuco                                                    |
| 2012             | Cachito de cielo                           | Ariel                                                            |
| 2012             | La familia P. Luche                        | Voz del tamalero (episodio: «hasta en las más mejores familias») |
| 2013             | Todo incluido                              | don Cipriano «el gerente» / doña Margara Francisca               |
| 2014             | Cuenta pendiente                           | El Forajido                                                      |
| 2014             | El color de la pasión                      | Lalo                                                             |
| 2016             | El hotel de los secretos                   | Dagoberto Suárez                                                 |
| 2018             | La Parodia                                 | Varios personajes                                                |
| 2020             | Ana                                        | Gerente                                                          |
| 2020             | La parodia a domicilio                     | Varios personajes                                                |
| 2022             | La madrastra                               | Rufino González «el Tortuga»                                     |
| 2022             | Tal para cual                              | Margara Francisca                                                |
| 2023             | Esta historia me suena                     | Alejandro Cruz                                                   |
| 2025             | Riquísimos, por cierto                     | Germán Martínez                                                  |

#### Videos musicales
| Año  | Título     | Artista         | Papel             |
| ---- | ---------- | --------------- | ----------------- |
| 2005 | «Nalguita» | Plastilina Mosh | Agente encubierto |

### Doblaje

#### Cine
| Año  | Título                                                 | Papel                                                      | Actor doblado    |
| ---- | ------------------------------------------------------ | ---------------------------------------------------------- | ---------------- |
| 2000 | Erin Brockovich                                        | Scott                                                      | Jamie Harrold    |
| 2003 | Pirates of the Caribbean: The Curse of the Black Pearl | Marty                                                      | Martin Klebba    |
| 2004 | Garfield: The Movie                                    | Nermal                                                     | David Eigenberg  |
| 2006 | Pirates of the Caribbean: Dead Man's Chest             | Marty                                                      | Martin Klebba    |
| 2006 | The Wild                                               | Hyrax                                                      | Colin Cunningham |
| 2007 | Pirates of the Caribbean: At World's End               | Marty                                                      | Martin Klebba    |
| 2009 | G-Force                                                | Blaster, la cobaya                                         | Tracy Morgan     |
| 2014 | La leyenda de las Momias de Guanajuato                 | Evaristo Hortensio                                         | Él mismo         |
| 2014 | Mortadelo y Filemón contra Jimmy el Cachondo           | Jimmy, el locuaz                                           | Gabriel Chame    |
| 2016 | La leyenda del Chupacabras                             | Evaristo Hortensio / Dr. Merolick                          | Él mismo         |
| 2017 | Pirates of the Caribbean: Dead Men Tell No Tales       | Marty                                                      | Martin Klebba    |
| 2018 | La leyenda del Charro Negro                            | Evaristo Hortensio                                         | Él mismo         |
| 2022 | Las leyendas: el origen                                | Primo de Evaristo (el sabio Alebrije) / Evaristo Hortensio | Él mismo         |
| 2022 | Águila y Jaguar: Los guerreros legendarios             | Dr. Exper                                                  | Él mismo         |
| 2023 | La leyenda de Los Chaneques                            | Evaristo Hortensio                                         | Él mismo         |

## Nominaciones

### Premios TVyNovelas
| Año  | Categoría              | Trabajo nominado         | Resultado |
| ---- | ---------------------- | ------------------------ | --------- |
| 2017 | Mejor actor de reparto | El hotel de los secretos | Nominado  |

### Premios PRODU 2024
| Año  | Categoría                                           | Trabajo nominado | Resultado |
| ---- | --------------------------------------------------- | ---------------- | --------- |
| 2024 | Mejor Actor Principal - Serie y Miniserie de Sitcom | Vecinos          | Ganador   |